# مروکوو (شهرستان گاروولین)
مروکوو (به لاتین: Mroków) یک روستا در لهستان است که در گمینا ترویانوو واقع شده‌است.